# لویس استووکر
لویس استووکر (به انگلیسی: Lewis Stoker) بازیکن فوتبال زادهٔ ۳۱ مارس ۱۹۱۰ اهل کشور انگلستان که سابقهٔ بازی در تیم ملی فوتبال انگلستان را در کارنامهٔ خود دارد. وی در تاریخ ۱۶ نوامبر ۱۹۳۲ نخستین بازی ملی خود را در مقابل تیم ملی فوتبال ولز انجام داد و با حضور در ۳ بازی ملی، در تاریخ ۱۰ مه ۱۹۳۴ واپسین بازی ملی‌اش را در برابر تیم ملی فوتبال مجارستان برگزار کرد.